# Kelet-Timor történelme
Kelet-Timor hosszú történelemre visszatekintő kis délkelet-ázsiai ország.

## A gyarmatosítás előtt
A sziget első lakói (akik nyugat és észak felől jöttek) több mint 20 000 évvel ezelőtt érkeztek meg Timorra. 5000 évvel ezelőtt egy második bevándorlási hullám indult meg, ekkor melanéziaiak érkeztek.
A timoriak nem lettek hajósnép, inkább a többi szigettől elszigeteltségben éltek. A meglévő kismértékű kereskedelemben fémcikkekért élelmet és fűszereket cseréltek. Az első európai felfedezők (akik a 16. században érkeztek a vidékre) arról számoltak be, hogy a területet sok apró fejedelemség és hercegség ellenőrzi. A legjelentősebb ezek közül a Wehale Királyság volt.

## Portugália gyarmataként

Portugál Timor címere 1935 és 1975 között.

Az első portugál felfedezők Punta Mecassarban szálltak partra. Itt domonkos-rendi szerzetesek 1556-ban megalapították Lifau falut.
A terület hivatalosan 1702-ben lett portugál gyarmat, amikor Lisszabonból kormányzót küldtek, akinek a székhelye Lifau lett. Azonban a belső, hegyvidéki területeken a portugálok csak később tudták megszilárdítani hatalmukat. A gyakori holland betörések, valamint a domonkos szerzetesek befolyásának növekedése miatt a portugál vezetésnek szövetséget kellett kötnie a helyi törzsfőkkel.
A késő 19. századig a portugálok csak kereskedelmi bázisként tekintettek Kelet-Timorra, ezért az infrastruktúra, az egészségügy és az oktatás fejlesztését elhanyagolták.
1767-ben az adminisztráció központját Dilibe helyezték át a fokozódó holland betörések miatt. A következő években Hollandia gyarmatosította a sziget többi részét valamint a környező szigeteket, melyeket Holland Kelet-India részévé nyilvánított. A két gyarmat közötti határvonalat hivatalosan az 1859-es lisszaboni szerződésben rögzítették. A végleges határban 1916-ban Hágában egyeztek meg (ez ma a hivatalos államhatár Indonézia és Kelet-Timor között).
Bár Portugália hivatalosan a második világháborúban semleges volt, mégis 1941 decemberében egy egyesített ausztrál-holland sereg elfoglalta, számítva a japán invázióra. A 400 fős ausztrál-holland egység, valamint jelentős számú timori önkéntes egészen 1942 februárjáig ellenállt a japánok támadásának, de aztán fel kellett adniuk a szigetet. Az ellenséggel együttműködő timoriakat a japánok kivégezték. A megszállás alatt körülbelül 40-70  000 timori halt meg.
Habár a háború után Portugál Timor visszakerült az anyaországhoz, az mégsem hajtott végre jelentős befektetéseket. A gyarmatot 1955-ben a Portugál Köztársaság egy tartományává nyilvánították.
Ebben az időben Indonézia nem tanúsított jelentősebb érdeklődést Kelet-Timor iránt Sukarno elnök gyarmatellenes politikája ellenére, ugyanis lekötötte Nyugat-Irián kérdése. (Nyugat-Irián Új-Guinea szigetének nyugati része, melyet Hollandia akkor még birtokában tartott.)

## Függetlenség

### Demokratizálódás
A portugál katonai diktatúra 1974-es összeomlása után a felálló új portugál kormány támogatta a gyarmati területek függetlenségét. Ennek első lépéseként 1974. november 18-án kineveztek egy új kormányzót Kelet-Timor élére, Mário Lemos Pires személyében (aki mint később kiderült, a terület utolsó portugál kormányzója). Pires első lépésként engedélyezte a politikai pártok működését, és megkezdte az 1976-os első demokratikus választások előkészítését. Három jelentős politikai párt alakult meg: az UDT (União Democrática Timorense - Timori Demokratikus Unió), az ASDT (Associação Social Democrática Timorense - Timori Demokratikus Szociális Mozgalom) és az Apodeti (Associação Popular Democrática Timorense - Timori Népi Demokratikus Mozgalom).

### A pártok versengése, külföldi nagyhatalmak érdeklődése
A Portugál Timorban 1974 és 1975 folyamán végbemenő változásokat figyelemmel kísérte mind Ausztrália, mind Indonézia (utóbbinak nem volt érdeke egy független Timor létrejötte, mert ez fellázíthatta volna bizonyos tartományait, mint például Acehet vagy Nyugat-Iriánt).
Az 1975. március 13-án megtartott helyhatósági választásokon az UDT és Fretilin (Forradalmi Front a független Kelet-Timorért) alkotta pártkoalíció nyert, melynek célja volt a függetlenség elnyerése. Az indonéz katonai elhárítás, a BAKIN megpróbálta aláásni a függetlenségért harcoló pártok szövetségét. Ezt az akciót a "Komodo művelet" fedőnév alatt folytatták.
1975 folyamán Portugália ugyan politikailag demokratizálta az országot, azonban nem tudott figyelmet szentelni a belső társadalmi és politikai feszültségre, mert el volt foglalva az afrikai gyarmatokról (Angola, Bissau-Guinea, Mozambik) való kivonulással. Sok helyi vezető a függetlenséget nem látta megvalósíthatónak, és inkább az Indonéziába való beolvadás mellett kampányolt.

### A puccs
1975. augusztus 11-én az UDT puccsot hajtott végre a Fretilin növekvő népszerűsége miatt. A kormányzó a Dilitől északra fekvő Atauro szigetére menekült, ahonnan megpróbált közvetíteni a két fél között. A kormányzót a Fretilin a dekolonizáció folytatására ösztönözte, ám Pires a lisszaboni utasításra várt. A portugál kormány azonban egyre közönyösebben viselkedett a kialakult helyzettel kapcsolatban.
Indonézia célja a helyzet polgárháborúként való ismertetése volt, hogy így destabilizálja és káoszba taszítsa Timort. A helyzet azonban egy hónap múltán is stabil maradt.

### A függetlenség
1975. november 28-án a Fretilin kinyilvánította a Kelet-timori Demokratikus Köztársaság egyoldalú függetlenségét, melyet nem ismert el sem Portugália, sem Indonézia.

## Indonéz invázió
Az indonéz invázió Seroja művelet néven 1975. december 7-én kezdődött. A támadásban mind szárazföldi, mind légi, mind tengeri erőket bevetettek. A 24 éves megszállás alatt 100 000 ember halt meg a gyilkosságok, valamint a kialakult járványok miatt.

## Újbóli függetlenség

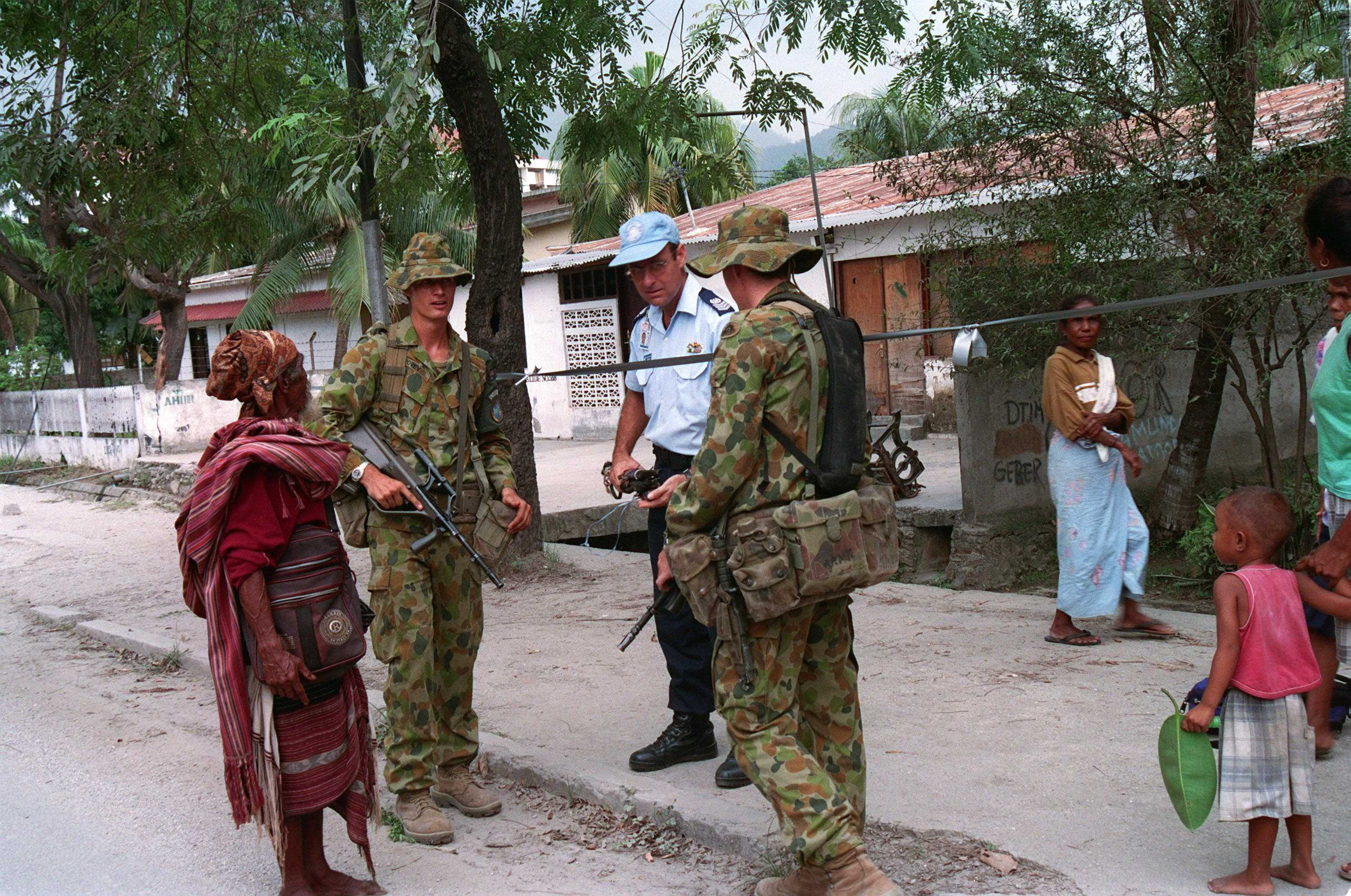
Az INTERFET első egységei Kelet-Timorban.

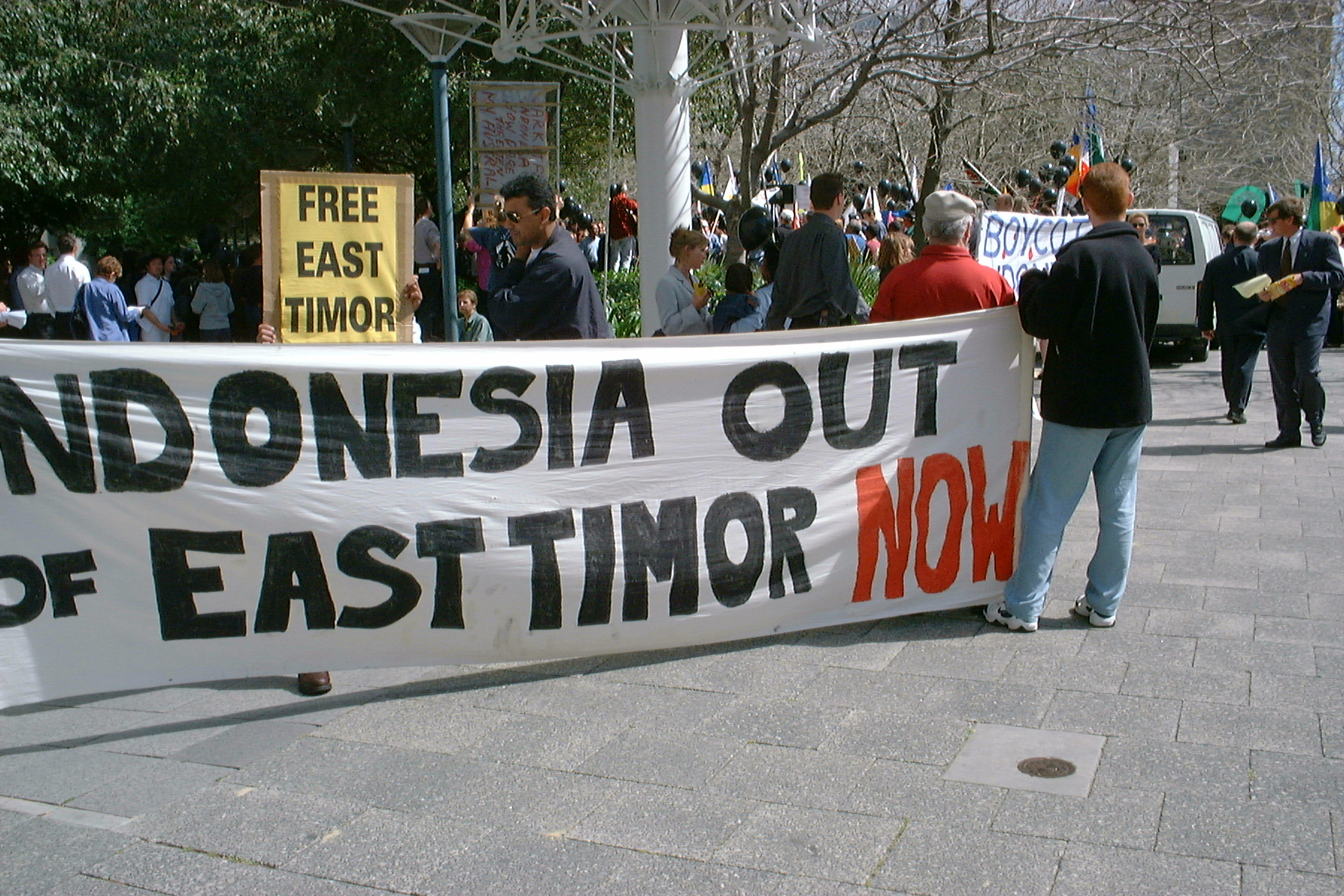
Függetlenség-párti tüntetés 1999. szeptember 10-én.

1991-től újra felélénkültek a függetlenség iránti mozgalmak. Az érintett hatalmak (elsősorban az Egyesült Államok és Ausztrália) 1999-ben megszüntettek minden kapcsolatot az indonéz hadsereggel, annak támogatását elvágták.
1999-ben erős külföldi nyomásra az indonéz kormány beleegyezett, hogy tartsanak népszavazást a terület jövőjéről. Az augusztus 30-án megtartott szavazáson a választók többsége (78,5%) a függetlenség mellett döntött, és visszautasították az indonéz javaslatot az autonómia bevezetéséről. A választások eredményének kihirdetése után az indonéz hadsereg által támogatott helyi milíciák bosszúhadjáratot indítottak, a helyi lakosság elleni támadásokat kezdtek, ennek során 1400 fő meghalt, 300 000 fő elmenekült otthonából és Kelet-Timor infrastruktúrájának 75%-át, az ország elektromos hálózatának közel 100%-át lerombolták.
Az erőszaknak az ENSZ által létrehozott békefenntartó alakulat (INTERFET) vetett véget, amelyet Ausztrália vezetett. 1999. szeptember 20-án megérkezett a 17 országból és 9900 békefenntartóból álló katonai misszió első egysége Kelet-Timorba.
A kelet-timori adminisztrációt ideiglenesen az ENSZ vette át az indonéz kormánytól a függetlenség kikiáltásáig. A misszió (UNTAET) 1999. október 25-én kezdte meg működését.
Az ország függetlenségét formálisan 2002. május 20-án kiáltották ki, majd szeptember 27-én felvették az ENSZ-be.

### 2006-os krízis
2006 áprilisában 600 elbocsátott kelet-timori katona felkelést robbantott ki. A felkelés leverésére az ENSZ egy nemzetközi missziót küldött az országba (UNMIT). A harcokban 23 ember halt meg.

## Fordítás
- Ez a szócikk részben vagy egészben  a   History of East Timor című angol Wikipédia-szócikk fordításán alapul.  Az eredeti cikk szerkesztőit annak laptörténete sorolja fel. Ez a jelzés csupán a megfogalmazás eredetét és a szerzői jogokat jelzi, nem szolgál a cikkben szereplő információk forrásmegjelöléseként.